# Борг, Хассе
Хассе Борг (швед. Hasse Borg; 4 августа 1953, Эребру, Швеция) — шведский футболист, играл на позиции защитника в клубах Форвард, Эребру, «Айнтрахт» (Брауншвейг), «Мальмё» и в национальной сборной Швеции.

## Клубная карьера
Во взрослом футболе дебютировал в 1973 году выступлениями за команду второго дивизиона клуба «Форвард».
В течение 1974—1976 годов защищал цвета команды клуба «Эребру».
Своей игрой за последнюю команду привлёк внимание представителей тренерского штаба немецкого «Айнтрахт» (Брауншвейг), к составу которого присоединился в 1977 году. Отыграл за брауншвейгский клуб следующие шесть сезонов своей игровой карьеры. Большинство времени, проведённого в составе «Айнтрахт» (Брауншвейг), был основным защитником команды.
В 1983 году перешел в клуб «Мальмё», за который отыграл 5 сезонов. Завершил профессиональную карьеру футболиста выступлениями за «Мальмё» в 1988 году.

## Выступления за сборную
В 1976 году дебютировал в официальных матчах в составе национальной сборной Швеции. В течение карьеры в национальной команде, которая длилась 10 лет, провёл в форме главной команды страны 50 матчей, забив 4 гола.
В составе сборной был участником чемпионата мира 1978 года в Аргентине.